# Moczarek
Moczarek (Pelomys) – rodzaj ssaków z podrodziny myszy (Murinae) w obrębie rodziny myszowatych (Muridae).

## Rozmieszczenie geograficzne
Rodzaj obejmuje gatunki występujące w Afryce.

## Morfologia
Długość ciała (bez ogona) 100–170 mm, długość ogona 100–230 mm, długość ucha 13–24 mm, długość tylnej stopy 21–36 mm; masa ciała 41–170 g.

## Systematyka
Rodzaj zdefiniował w 1852 roku niemiecki zoolog Wilhelm Peters w artykule zatytułowanym Kilka nowych ssaków i ryb rzecznych z Mozambiku, opublikowanym w czasopiśmie „Bericht über die zur Bekanntmachung geeigneten Verhandlungen der Konigl. Preuss. Akademie der Wissenschaften zu Berlin”. Gatunkiem typowym jest (oznaczenie monotypowe) moczarek podstępny (P. fallax). 

### Etymologia
- Pelomys: gr. πηλος pēlos ‘glina, błoto’; μυς mus, μυος muos ‘mysz’[8].
- Komemys: wyspa Koome, Jezioro Wiktorii, Uganda; gr. μυς mus, μυος muos ‘mysz’[2]. Gatunek typowy (oznaczenie monotypowe): Komemys isseli de Beaux, 1924.

### Podział systematyczny
Do rodzaju należą następujące występujące współcześnie gatunki zgrupowane w trzech podrodzajach:
| Podrodzaj      | Grafika | Gatunek          | Autor i rok opisu      | Nazwa zwyczajowa     | Podgatunki         | Rozmieszczenie geograficzne | Podstawowe wymiary                            | Status IUCN |
| -------------- | ------- | ---------------- | ---------------------- | -------------------- | ------------------ | --- | --------------------------------------------- | ----------- |
| Pelomys        |         | Pelomys fallax   | (W. Peters, 1852)      | moczarek podstępny   | gatunek monotypowy | od Wielkiego Rowu Zachodniego, południowej Kenii i wschodniej Tanzanii na zachód do Angoli, na południe do Delty Okawango i południowego Mozambiku | DC: 13–17 cm DO: 10,5–16,9 cm MC: 100–170 g   | LC          |
| Komemys        |         | Pelomys hopkinsi | Hayman, 1955           | moczarek błotny      | gatunek monotypowy | kilka miejsc w południowo-zachodniej Ugandzie, Rwandzie, Burundi, północno-zachodniej Tanzanii i południowo-zachodniej Kenii                       | DC: 11,6–12,7 cm DO: 13,5–16,6 cm MC: 41–68 g | DD          |
| Komemys        |         | Pelomys isseli   | (de Beaux, 1924)       | moczarek farmerski   | gatunek monotypowy | wyspy Ssese (Bugula, Bunyama i Kome) na jeziorze Wiktorii (Uganda) i bagna Nyabera (południowo-zachodnia Kenia)                                    | DC: 13,2–14,9 cm DO: 14,8–15,6 cm MC: 60–83 g | NT          |
| Incertae sedis |         | Pelomys campanae | (Huet, 1888)           | moczarek angolański  | gatunek monotypowy | północna i zachodnia Angola oraz zachodnia i południowo-środkowa Demokratyczna Republika Konga                                                     | DC: 12–17 cm DO: 13,8–14,6 cm MC: brak danych | LC          |
| Incertae sedis |         | Pelomys minor    | Cabrera & Ruxton, 1926 | moczarek najmniejszy | gatunek monotypowy | południowa Demokratyczna Republika Konga i sąsiadująca północno-wschodnia Angola, północna Zambia i zachodnia Tanzania                             | DC: 10,1–16,1 cm DO: 10–13,1 cm MC: 42–56 g   | LC          |

Kategorie IUCN:  LC  – gatunek najmniejszej troski,  NT  – gatunek bliski zagrożenia,  DD  – gatunki o nieokreślonym stopniu zagrożenia. 
Opisano również gatunki wymarłe:
- Pelomys dietrichi Jaeger, 1976[12] (Tanzania; plejstocen)
- Pelomys europeus De Bruijn, Dawson & Mein, 1970[13] (Grecja; pliocen)